# تاکاشی راکویاما
تاکاشی راکویاما (انگلیسی: Takashi Rakuyama؛ زادهٔ ۱۱ اوت ۱۹۸۰) بازیکن فوتبال اهل ژاپن است.
از باشگاه‌هایی که در آن بازی کرده‌است می‌توان به باشگاه فوتبال جف یونایتد ایچیهارا چیبا، باشگاه فوتبال سانفریس هیروشیما، و باشگاه فوتبال شنژن اشاره کرد.